# العلاقات السويسرية الهايتية
العلاقات السويسرية الهايتية هي العلاقات الثنائية التي تجمع بين سويسرا وهايتي.

## مقارنة بين البلدين
هذه مقارنة عامة ومرجعية للدولتين:
| وجه المقارنة                                              | سويسرا                                                                                      | هايتي                                |
| --------------------------------------------------------- | ------------------------------------------------------------------------------------------- | ------------------------------------ |
| المساحة (كم2)                                             | 41.28 ألف                                                                                   | 27.75 ألف                            |
| عدد السكان (نسمة)                                         | 8.21 مليون                                                                                  | 10.98 مليون                          |
| الكثافة السكانية (ن./كم²)                                 | 198.89                                                                                      | 395.68                               |
| العاصمة                                                   | برن                                                                                         | بورت أو برانس                        |
| اللغة الرسمية                                             | اللغة الألمانية، اللغة الإيطالية، لغة فرنسية، اللغة الرومانشية، الألمانية السويسرية الموحدة | لغة فرنسية، اللغة الكريولية الهايتية |
| العملة                                                    | فرنك سويسري                                                                                 | جوردة هايتية                         |
| الناتج المحلي الإجمالي (بليون دولار)                      | 678.89 مليار                                                                                | 8.41 مليار                           |
| الناتج المحلي الإجمالي (تعادل القوة الشرائية) بليون دولار | 518.07 مليار                                                                                | 18.82 مليار                          |
| الناتج المحلي الإجمالي الاسمي للفرد دولار أمريكي          | 80.94 ألف                                                                                   | 818                                  |
| الناتج المحلي الإجمالي للفرد دولار أمريكي                 | 59.54 ألف                                                                                   | 1.73 ألف                             |
| مؤشر التنمية البشرية                                      | 0.930                                                                                       | 0.483                                |
| رمز المكالمات الدولي                                      | +41                                                                                         | +509                                 |
| رمز الإنترنت                                              | .ch، .swiss ‏                                                                                | .ht                                  |
| المنطقة الزمنية                                           | توقيت وسط أوروبا، ت ع م+01:00، ت ع م+02:00، أوروبا/زيورخ ‏                                   | 00                                   |

## منظمات دولية مشتركة
يشترك البلدان في عضوية مجموعة من المنظمات الدولية، منها:
| علم المنظمة | اسم المنظمة                               | تاريخ انضمام سويسرا | تاريخ انضمام هايتي |
| ----------- | ----------------------------------------- | ------------------- | ------------------ |
|             | مؤسسة التمويل الدولية                     | 29 مايو 1992        | 20 يوليو 1956      |
|             | منظمة حظر الأسلحة الكيميائية              | ?                   | ?                  |
|             | يونسكو                                    | 28 يناير 1949       | 18 نوفمبر 1946     |
|             | الاتحاد الدولي للاتصالات                  | 1866                | 10 أكتوبر 1927     |
|             | الأمم المتحدة                             | 10 سبتمبر 2002      | 24 أكتوبر 1945     |
|             | منظمة الشرطة الجنائية الدولية             | ?                   | ?                  |
|             | البنك الدولي للإنشاء والتعمير             | 29 مايو 1992        | 8 سبتمبر 1953      |
|             | الاتحاد البريدي العالمي                   | ?                   | ?                  |
|             | مؤسسة التنمية الدولية                     | 29 مايو 1992        | 13 يونيو 1961      |
|             | منظمة التجارة العالمية                    | ?                   | ?                  |
|             | المركز الدولي لتسوية المنازعات الاستشارية | 14 يونيو 1968       | 26 نوفمبر 2009     |
|             | وكالة ضمان الاستثمار متعدد الأطراف        | 12 أبريل 1988       | 11 ديسمبر 1996     |

## أعلام
هذه قائمة لبعض الشخصيات التي تربطها علاقات بالبلدين:
- كيم جاغي (لاعب كرة قدم سويسري، 14 نوفمبر 1982[22] – )

## وصلات خارجية
- موقع وزارة الخارجية السويسرية
- موقع وزارة الخارجية الهايتية